# Michi no eki

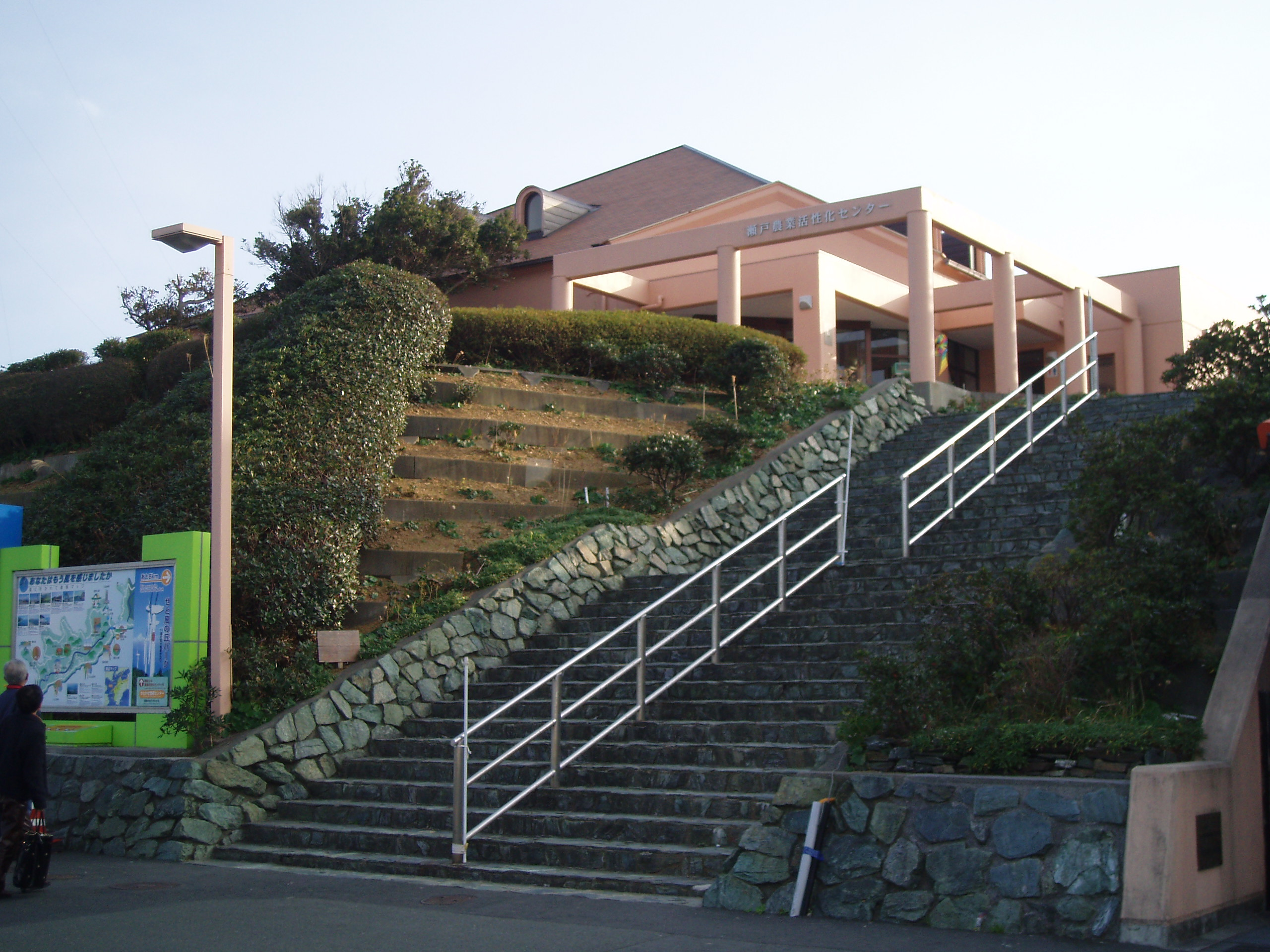
Parco agricolo di Seto, una Stazione Laterale a Ikata, Ehime

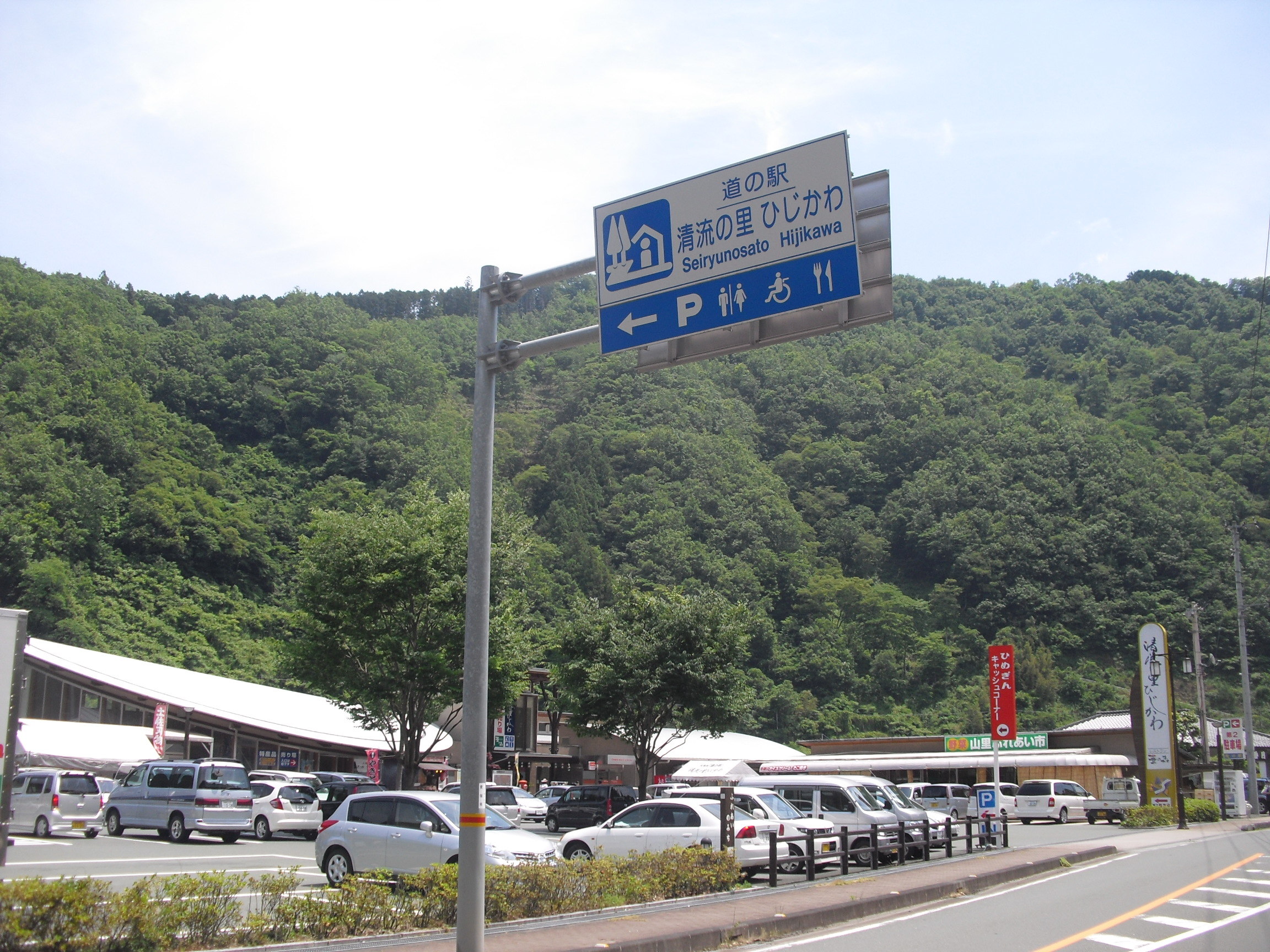
Struttura a Seiryunosato Hijikawa (道の駅 清流の里ひじかわ) in Ehime

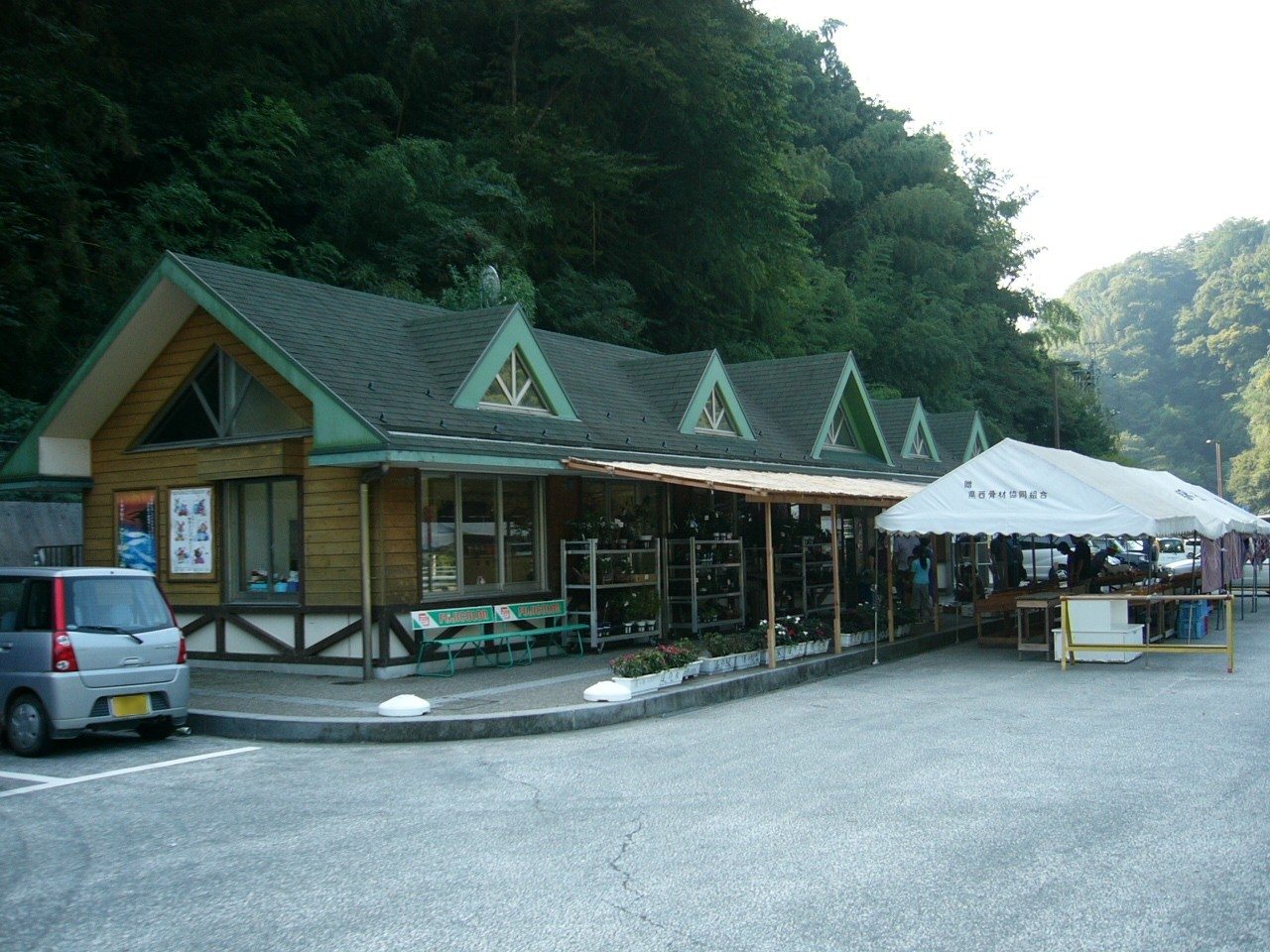
Struttura a Yamakita, Kanagawa

Un Michi no eki è un tipo di stazione di servizio istituita dal governo del Giappone, che si trova lungo le strade e autostrade.

## Caratteristiche
Simile ai motel, oltre a fornire ai viaggiatori la possibilità di riposarsi, le stazioni hanno anche lo scopo di pubblicizzare eventi locali e aziende commerciali. I negozi all'interno delle stazioni si occupano della vendita di prodotti locali, merende, souvenir e altri beni. Ognuna delle stazioni concede servizi 24/24 ore di parcheggio, toilette e sportello informazioni. Al 4 aprile 2014 ammontavano a 1030 in tutto il Giappone, di cui 114 in Hokkaidō.